# Obelisco de Riquet
El obelisco de Riquet (en francés: Obélisque de Riquet) está dedicada al creador del canal del Midi, Pierre-Paul Riquet. En 1827, los herederos de Riquet construyeron el monumento. El obelisco tiene una dedicatoria: "Para Pierre-Paul Riquet, barón de Bonrepos, autor del Canal Dos Mares en Languedoc". Se erige cerca del lugar donde se localizaba el antiguo tanque de retención octogonal, llamado Bassin de Naurouze, creado durante la construcción del citado canal del Midi.
Esta en el área de la Seuil de Naurouze en un paso de montaña en el sur de Francia.